# Najponk
NajPonk (* 23. April 1972 in Horliwka als Jan Knop) ist ein tschechischer Jazzpianist.
Najponk erhielt als Kind klassischen Klavierunterricht. Durch die Schallplattensammlung seines Vaters, der Klarinette und Saxophon spielte und als Zirkusmusiker arbeitete, kam er zum Jazz. Seit 1990 leitete er sein eigenes Trio, das teilweise auch zum Quartett erweitert wurde. 1995 gewann er den internationalen Jazzpiano-Wettbewerb in Ostrava und wurde zum Projekt Tribute to Thelonious Monk von Český rozhlas eingeladen. Das Najponk Trio wurde 1998 im Top Jazz Poll der tschechischen Jazzgesellschaft als „Jazzband des Jahres“ gewürdigt. Sein Debütalbum (Birds In Black) legte er 1999 vor. Auch nahm er mit Svatopluk Košvanec auf (Just Squeeze Me) und veröffentlichte mehrere Soloalben.
Najponk ist international aufgetreten, auch auf Festivals in Europa und hat dabei auch mit Janusz Muniak, Dave Liebman, Piotr Baron und Osian Roberts gearbeitet. Seit 2003 unterrichtet er zudem am Jaroslav-Ježek-Konservatorium Geschichte des Jazz.

## Diskographische Hinweise
- Najponk Trio Bluesin´ Black Forest (HGBS 2017, mit Taras Voloschuk und Marek Urbánek)
- Najponk A Child is Born (Animal Music, 2014)
- NajPonk/Jaromir Honzak/Matt Fishwick The Real Deal (Animal Music, 2011)
- It' s About Time (Animal Music, 2010 mit Ondřej Pivec und Gregory Hutchinson)
- Night Lights (CzechArt, 2009 mit George Mraz und Martin Šulc)
- Ballads, Blues and More (Cube Metier, 2001; mit Robert Balzar, Martin Šulc)